# داوود آزاد
داوود آزاد (زاده ۱۳۴۲ در ارومیه) خواننده، نوازنده و آهنگ ساز موسیقی ایرانی است.

## زندگی‌نامه و فعالیت هنری
داوود آزاد در سن بیست سالگی شروع به یادگیری موسیقی کرد. او استادی در این زمینه نداشته و با تحقیق در آثار هنرمندانی چون غلامحسین بیگجه‌خانی و سعید هرمزی توانست کمبود استاد را جبران کند. او علاوه بر نوازندگی، به خوانندگی آثار خویش نیز می‌پردازد. وی از علاقه‌مندان موسیقی تلفیقی می‌باشد و در این زمینه آثاری ارائه داده است.

## کنسرت‌ها
داود آزاد بیش از سیصد کنسرت در ایران، هند، اروپا، آمریکای شمالی، آمریکای جنوبی و استرالیا اجرا کرده است. از این جمله می‌توان به اجراهایی در دانشگاه‌های کمبریج، آکسفورد، لندن و مونیخ اشاره کرد

## فستیوال‌های بین‌المللی موسیقی
- World in North
- Art in Action
- sacred Voices
- No mind (سوئد)[۱]
- ۳۵مین جشنواره بین‌المللی موسیقی استانبول[۱]
- Institut du monde arabe (پاریس)[۱]

## اجرا در رادیوهای بین‌المللی
- رادیو کلاسیک اتریش
- Radio Malta (مالت)[۱]
- TV, Radio Mombay (هند)[۱]
- TV, Radio Delhi(هند)[۱]

## سخنرانی‌ها
- داود آزاد اولین موزیسین ایرانی است که با موضوع موسیقی ایرانی در دانشگاه آکسفورد سخنرانی کرده است.[۷]
- سخنرانی در دانشگاه منچستر[۸]
- سخنرانی در میامی[۹]

## داوری در مسابقات
- دومین جشنواره منطقه ای موسیقی مقامی فجر آذربایجان[۱۰]
- همچنین داود آزاد دو بار به عنوان داور بخش نوازندگی و آهنگسازی مسابقات هزار صدا انتخاب شده است:

1. چهار شنبه ۱۰ شهریور ۹۵ (هشتمین برنامه مسابقات هزار صدا در سال ۹۵)[۱۱]
2. جمعه ۹ مهر ۹۵ (دورهٔ نیمه نهایی برنامه هزار صدای سنتی)[۱۲]

## آثار
- آلبوم «مکتب تار تبریز» یادواره بیگجه‌خانی
- آلبوم «آی ایشیقی» قطعات آذری با تار ایرانی
- آلبوم «در بهار امید» تصنیف نوازی سنتی
- آلبوم «به یاد هرمزی» یادواره سعید هرمزی
- آلبوم «نورجان»
- آلبوم «می بی‌رنگی»
- آلبوم «کوی تو»
- آلبوم «در میخانه»
- آلبوم «لیلی‌نامه»[۱۳]
- آلبوم «دیوان شمس و باخ»[۱۴]
- آلبوم «توهمه، ماهیچ»[۱۵]
- آلبوم «می صوفی افکن کجا می‌فروشند»[۱۶]
- آلبوم «تو مست تری یا من؟»[۱۷]